# Rubrykowanie

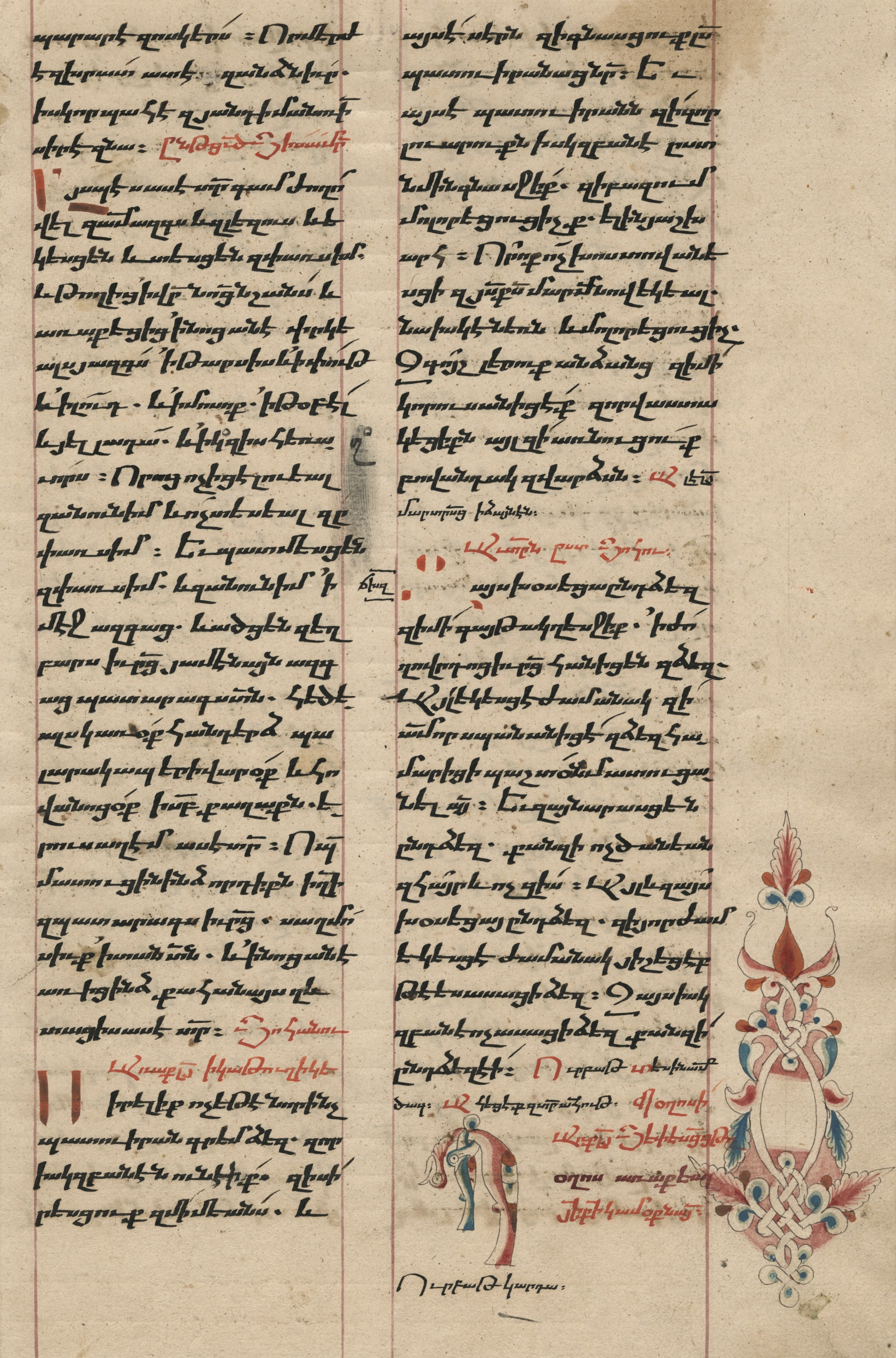
Armeński rękopis biblijny z rubrykami, 1121

Rubrykowanie – termin używany w książce rękopiśmiennej (łac. ruber – czerwony), jest to przekreślanie niektórych liter kreskami z czerwonej farby lub pisanie niektórych liter czerwoną barwą. Osoba wykonująca tę pracę nazwana była rubrykatorem.
Znaczone czerwono partie tekstu to rubryki w odróżnieniu od zwykłych, czarnych nigryków. Podział i nazewnictwo utrzymało się dziś w mszale i książkach kościelnych dla ludu.